# Elias Ellefsen á Skipagøtu
Elias Ellefsen á Skipagøtu (Copenaghen, 19 maggio 2002) è un pallamanista faroese, centrale del Kiel e della nazionale maschile di pallamano delle Fær Øer.

## Biografia
La madre Gunn Ellefsen è l'attuale presidente della Federazione di pallamano delle Fær Øer, mentre i suoi cugini Óli Mittún, Pauli Mittún e Jana Mittún sono tutti e tre giocatori di pallamano.
Il bisnonno materno era Pauli Ellefsen, primo ministro delle Fær Øer dal 1981 al 1985.

## Palmarès

### Club

#### Titoli nazionali
- Campionato svedese di pallamano maschile: 1

Sävehof: 2020-21
- Coppa di Svezia: 1

Sävehof: 2021-22
- Supercoppa di Germania di pallamano maschile: 1

Kiel: 2023
- Coppa di Germania: 1

Kiel: 2024-25

### Nazionale
- IHF Emerging Nations Championshipy:

 2015, 2017

### Individuale
- MVP e miglior centrale del campionato svedese: 2021-22
- Miglior giovane dell'anno IHF: 2023